# На ръба (1999)
На ръба (на английски: Over the Edge) е второто pay-per-view събитие от поредицата На ръба, продуцирано от Световната федерация по кеч (WWF). Събитието се провежда на 23 май 1999 г. в Канзас Сити, Мисури.

## Обща информация
В основното събитие Гробаря побеждава Ледения Стив Остин в сингъл мач (с Винс Макмеън и Шейн Макмеън като гост рефери), за да спечели Титлата на WWF. В друг сингъл, Скалата побеждава Трите Хикса чрез дисквалификация. Другият е олимпийски мач с елиминация с осем души, включващ победата на Корпорацията (Менкайнд, Кен Шамрок, Тест и Грамадата) над Корпоративното министерство (Брадшоу, Биг Бос Мен, Фарук и Висцера).

### Смъртта на Оуен Харт
Оуен Харт трябва да се изправи срещу Кръстника за Интерконтиненталната титла на WWF по време на събитието. В съответствие с новия характер на „супергерой“ на Блу Блейзър, той трябва да бъде спуснат точно над нивото на ринга, в който момент той ще се „заплете“, след това освободи от предпазните въжета и слезе на ринга. За комедиен ефект – това налага използването на механизъм за бързо освобождаване. Това е разработка за каскадата, направена по-рано в Sunday Night Heat през 1998 г. Докато е спускан, Харт пада от 24 метра върху въжетата на ринга и загива. По-късно критика възниква заради решението на WWF да продължи шоуто след смъртта на Харт. В съда вдовицата му Марта, децата и родителите съдят организацията, като твърдят, че лошото планиране на опасната каскада е причинило смъртта на Оуен. WWF разрешава случая извънсъдебно, като изплаща 18 милиона щатски долара (което се равнява на 27 милиона долара през 2019 г.) на вдовицата му, децата и родителите му. Поради произшествието и противоречията около събитието, името На ръба не е използвано никога повече. Събитието също не е пуснато за гледане на домашно видео до старта на WWE Network през 2014 г., където е редактирана версия на предаването, премахваща всякакво споменаване на смъртта на Харт.

## Резултати
| №                                         | Резултати | Правила                                                                                     | Време |
| ----------------------------------------- | --- | ------------------------------------------------------------------------------------------- | ----- |
| 1                                         | Кейн и Екс Пак (ш) побеждават Д'Ло Браун и Марк Хенри (с Айвъри)                                                         | Отборен мач за Световните отборни титли на WWF                                              | 14:44 |
| 2                                         | Ал Сноу (ш) (с Главата) поб. Хардкор Холи                                                                                | Хардкор мач за Хардкор титлата на WWF                                                       | 12:53 |
| 3                                         | Никол Бас и Вал Винъс поб. Дебра и Джеф Джарет                                                                           | Смесен отборен мач                                                                          | 06:07 |
| 4                                         | Били Гън поб. Роуд Дог                                                                                                   | Индивидуален мач                                                                            | 11:14 |
| 5                                         | Съюзът (Менкайнд, Кен Шамрок, Тест и Грамадата) поб. Корпоративното министерство (Брадшоу, Биг Бос Мен, Фарук и Висцера) | Осморен отборен елиминационен мач                                                           | 14:58 |
| 6                                         | Скалата поб. Трите Хикса (с Чайна) чрез дисквалификация                                                                  | Индивидуален мач                                                                            | 11:41 |
| 7                                         | Гробаря (с Пол Беърър) поб. Ледения Стив Остин (ш)                                                                       | Индивидуален мач за Титлата на WWF с Винс Макмеън и Шейн Макмеън като специални гост рефери | 22:58 |
| - (ш) – указва шампиона/шампионите в мача | |                                                                                             |       |